# NGC 7073
NGC 7073 (другие обозначения — PGC 66847, MCG -2-54-10, MK 899, IRAS21267-1142) — галактика в созвездии Козерог.
Этот объект входит в число перечисленных в оригинальной редакции «Нового общего каталога».